# Майкл Ферріс Ешбі
Майкл Ферріс Ешбі (англ. Michael Farries Ashby), (20 листопада 1935) — британський інженер-металург, професор-дослідник Королівського товариства та головний дослідник в Центрі інженерного проектування Кембриджського університету. Відомий своїм внеском в матеріалознавство в галузі вибору матеріалів.
Нагороджений орденом Британської імперії, член Лондонського Королівського Товариства (1979), член Королівської інженерної академії.

## Родина
Майкл Ешбі народився 20 листопада 1935 року в родині Еріка Ешбі та його дружини Елізабет Гелен Маргарет Ферріс. Батько Майкла був відомим британським ботаніком і педагогом. Батьки познайомилися, коли разом працювали над методами спалювання для визначення вмісту вуглецю у тканинах. Ерік Ешбі був посвячений у лицарі в 1956 році, а 6 липня 1973 року йому було присвоєно титул барона Ешбі з Брендона в графстві Саффолк. Крім Майкла в родині Ешбі був ще один син — Пітер.

## Освіта
Майкл Ешбі здобув освіту в Кемпбелл коледжі в Белфасті та Кембриджському університеті, де вивчав природничі науки і склав Трайпос як студент Квінс-коледжу в Кембриджі . 
1957 він здобув ступінь бакалавра з металургії (з відзнакою першого класу); ступінь магістра у 1959 р., а докторську ступінь у 1961 р..

## Наукова і просвітницька діяльність
Проводячи численні дослідження механізмів деформації за різних температурних умов, Майкл Ешбі опрацював графічний підхід для опису цих механізмів. Він узагальнює його до ширшого вибору матеріалів, розробляючи програмне забезпечення CMS (Cambridge Materials Selector) у співпраці з Девідом Себоном, з яким став співзасновником фірми Granta Design Limited. Він також багато співпрацював з Івом Бреше, відомим французьким матеріалознавцем. Фірма, яку він очолює, постійно розвиває і удосконалює такі програмні продукти, які цінні не тільки в промисловості, а й мають велику педагогічну й просвітницьку цінність в сфері матеріалознавства: 
- "CES EduPack"[11], яка використовується у понад 1000 університетах по всьому світу, в тому числі й в Україні, зокрема в Львівській політехніці; [12].
- "CES Selector"[13]

Ешбі здійснив революцію у підході до вибору матеріалів з урахуванням чотирьох груп чинників виробництва виробів: вимоги, матеріал, геометрія, технологія.  При цьому  він поділив їх на класи та підкласи. Опрацьований ним комплексний підхід пов'язує очікувані механічні функції об'єкта з показниками продуктивності, які необхідно оптимізувати. Такий підхід дозволяє порівнювати, візуалізувати та встановлювати обмеження властивостей, врівноважувати конкуруючі вимоги до продуктивності, знаходити відповідні матеріали, стандарти, постачальників та швидко відсіювати непридатні кандидати. У базі програми зібрані дані більше 80000 матеріалів, від традиційних металевих сплавів до композитних та наноматеріалів.
Останніми роками він зосередився на дизайні матеріалів, навколишньому середовищі та сталості довкілля, написав підручники, удостоєні нагород, розробляв новаторські методи навчання, щоб донести ці складні теми до студентів та інженерів. На відзначення цих досягнень Американське товариство інженерної освіти встановило премію його імені.

## Вибрані праці
- Ashby, Michael F. 'Materials and Sustainable Development', Butterworth Heinemann, 2015 ISBN 9780081001769
- Ashby, Michael F. 'Materials and the Environment: Eco-informed Material Choice', Butterworth Heinemann, 2009. 2nd Edition 2012 ISBN 9780123859716
- Ashby, Michael F., Shercliff, Hugh and Cebon, David 'Materials: Engineering, Science, Processing, and Design'. Butterworth Heinemann, 2007. 3rd Edition 2013 ISBN 9780080977737
- Ashby, Mike and Johnson, Kara 'Materials and Design: The Art and Science of Materials Selection in Product Design' Butterworth Heinemann, Oxford, 2002 ISBN 0-7506-5554-2
- Ashby, M.F. 'How to Write a Paper', 7th Edition 2011[ISBN missing]
- Ashby, M.F. 'Materials Selection and Process in Mechanical Design', Butterworth Heinemann, Oxford, 1999 ISBN 0-7506-4357-9
- Ashby, M.F. and Cebon, D. 'Case studies in Materials Selection', First Edition, Granta Design Ltd, Cambridge, 1996 ISBN 9780750636049
- Ashby, M.F. and Gibson, L.J. 'Cellular Solids Structure and Properties', Cambridge University Press, Cambridge, 1997 ISBN 0-521-49911-9
- Asbhy, M.F. and Jones, D.R.H. 'Engineering Materials 1, Second Edition', Butterworth Heineman, Oxford, 1996 ISBN 978-0080966656
- Ashby, M.F. and Jones, D.R.H. 'Engineering Materials 2, Second Edition', Butterworth Heineman, Oxford, 1998 ISBN 9780080545653
- Ashby, M.F. and Waterman, N.A. 'The Chapman and Hall Material Selector', Chapman and Hall, London, Volumes 1-3, 1996[ISBN missing]
- Ashby, M.F. and Frost H.J. 'Deformation-mechanism maps: the plasticity and creep of metals and ceramics', Pergamon, 1982 ISBN 9780080293387
- Michael F. Ashby 'Materials Selection in Mechanical Design Pergamon Press 1992 (2nd edition 1999 3rd edition 2005 4th edition 2010) ISBN 978-1856176637

## Визнання
Майкл Ешбі відзначений за свою діяльність багатьма преміями і нагородами:
- обраний членом Лондонського Королівського Товариства (1979);
- нагороджений медаллю і премією Гріффітса (1981)[15];
- обраний  членом Національної інженерної академії США (1990);
- обраний членом Королівської інженерної академії (1993);
- номінований Почесним іноземним членом Американської академії мистецтв і наук (1993);
- у день народження нагороджений орденом Британської імперії (1997);
- відзначений медаллю Ерінґена (1999).